# 瓦戈納 (伊利諾伊州)
瓦戈納（英語：Waggoner）是位於美國伊利諾伊州蒙哥馬利縣的一個村落。

## 地理
瓦戈納的座標為39°22′37″N 89°39′05″W / 39.37694°N 89.65139°W，而該地最高點為海拔高度195米（即640英尺）。

## 人口
根據2010年美國人口普查的數據，瓦戈納的面積為0.68平方千米，當中陸地面積為0.68平方千米，而水域面積為0.00平方千米。當地共有人口266人，而人口密度為每平方千米391人。